# Ana García-Arcicollar
Ana García-Arcicollar Vallejo (Madrid, 28 de mayo de 1982) es una deportista española que compitió en natación adaptada. Ganó ocho medallas en los Juegos Paralímpicos de Verano entre los años 1996 y 2008.

## Palmarés internacional
| Juegos Paralímpicos | Juegos Paralímpicos      | Juegos Paralímpicos | Juegos Paralímpicos    |
| Año                 | Lugar                    | Medalla             | Prueba                 |
| ------------------- | ------------------------ | ------------------- | ---------------------- |
| 1996                | Atlanta (Estados Unidos) | Medalla de bronce   | 100 m espalda B2       |
| 1996                | Atlanta (Estados Unidos) | Medalla de bronce   | 200 m braza B2         |
| 1996                | Atlanta (Estados Unidos) | Medalla de bronce   | 4 × 100 m estilos B1-3 |
| 2000                | Sídney (Australia)       | Medalla de plata    | 400 m libre S12        |
| 2000                | Sídney (Australia)       | Medalla de bronce   | 100 m mariposa S12     |
| 2004                | Atenas (Grecia)          | Medalla de oro      | 400 m libre S12        |
| 2004                | Atenas (Grecia)          | Medalla de bronce   | 100 m mariposa S12     |
| 2008                | Pekín (China)            | Medalla de plata    | 100 m mariposa S12     |